# La guitare indienne
La guitare indienne es un disco de estudio de Los Calchakis, grabado en 1967 con el sello Barclay, filial de la casa francesa ARION, donde la guitarra y el charango marcan las melodías de todas las canciones.
La soprano clásica Ana María Miranda abandona en este año Los Calchakis y se dedica a recorrer el mundo cantando en óperas.

## Lista de canciones
| N.º | Título                  | Música               | Duración |  |
| 1.  | «Lunarcito»             | Huayta               |          |  |
| 2.  | «Malambo»               | folklore             |          |  |
| 3.  | «Dicha»                 | Gonzalo Benítez      |          |  |
| 4.  | «Sanjuanero»            | Anselmo Durán        |          |  |
| 5.  | «Llanto del inca»       | F. Sandro Barrientos |          |  |
| 6.  | «Fiesta linda»          | Luis Bahamonde       |          |  |
| 7.  | «Variaciones de cuatro» |                      |          |  |
| 8.  | «Quién te amaba»        | folklore             |          |  |
| 9.  | «Cullaguada +»          | danza                |          |  |
| 10. | «Flor manizaleña»       | Noel Ramírez         |          |  |
| 11. | «Aires de triunfo»      | Hnos. Navarro        |          |  |
| 12. | «Mi compadrito»         | Carlos Guevara       |          |  |

+ Tema repetido de En Bolivie avec Los Calchakis

## Integrantes
- Héctor Miranda
- Guillermo de la Roca
- Joel Perri (Amaru)
- Ana María Miranda (Huaÿta)
- Gonzalo Reig